# Karl Burdach
Karl Burdach (* 28. Juli 1891 in Chemnitz; † 30. Dezember 1976 in Freiburg im Breisgau) war ein deutscher Generalleutnant der Wehrmacht im Zweiten Weltkrieg.

## Familie
Karl Burdach entstammte der angesehenen und weit verzweigten Ärzte- und Gelehrtenfamilie Burdach. Er war der Sohn des Juristen und königlich-sächsischen Geheimen Justizrates Walter Burdach (1856–1937). Sein Großvater war der Dresdner Hofbuchhändler Hermann Burdach (1819–1872).

## Leben
Burdach trat am 1. April 1912 als Fahnenjunker in das 1. Feldartillerie-Regiment Nr. 12 der Sächsischen Armee ein und avancierte nach dem Besuch der Kriegsschule Glogau am 14. August 1913 mit Patent vom 19. August 1911 zum Leutnant. Bei der Mobilmachung anlässlich des Ersten Weltkriegs rückte Burdach als Batterieoffizier mit seinem Regiment im Verbund der 1. Infanterie-Division Nr. 23 an der Westfront ins Feld. Während der Stellungskämpfe an der Aisne wurde er Anfang April 1915 Adjutant der I. Abteilung. Ab Ende März 1916 war er Gerichtsoffizier und von Mitte Dezember 1916 bis Anfang Januar 1917 sowie von Ende März bis Mitte Juni 1917 zugleich stellvertretender Batterieführer. Zwischenzeitlich zum Oberleutnant befördert, wurde er anschließend Regimentsadjutant, Ende Juli 1917 zunächst als stellvertretender Adjutant des Artilleriekommandeurs Nr. 23 kommandiert und Anfang Dezember 1917 zum Adjutanten ernannt. Zugleich war Burdach vom 22. Dezember 1917 bis zum 4. Januar 1918 zum III. Armee-Korps kommandiert. Nachdem er bereits beide Klassen des Eisernen Kreuzes, das Ritterkreuz II. Klasse des Verdienstordens sowie des Albrechts-Ordens II. Klasse mit Schwertern erhalten hatte, wurde Burdach am 29. April 1918 für sein Wirken während der Großen Schlacht in Frankreich durch König Friedrich August III. mit dem Ritterkreuz des Militär-St.-Heinrichs-Ordens beliehen. Für seine mehrfachen Verwundungen erhielt er zudem das Verwundetenabzeichen in Silber.
Nach Kriegsende wurde Burdach am 1. Januar 1919 in sein Stammregiment zurückversetzt und nach der Demobilisierung schloss er sich Ende Februar 1919 als Adjutant der Grenzjäger-Artillerie-Abteilung 2 an. Von Ende April bis Ende November 1919 war er Adjutant des Artilleriekommandeurs der 1. sächsischen Grenzjäger-Brigade. Anschließend wurde er als Gehilfe des Ersten Generalstabsoffiziers beim Stab der Reichswehr-Brigade 12 in die Vorläufige Reichswehr übernommen. Nach einer knapp dreimonatigen Verwendung im Reichswehr-Artillerie-Regiment 12 wurde Burdach am 1. Oktober 1920 in das Artillerie-Regiment 4 versetzt. Er absolvierte ab Oktober 1921 für zwei Jahre die Führergehilfenausbildung beim Stab der 7. Division und wurde am 1. November 1923 zum Hauptmann befördert. Nach einem einjährigen Kommando zur weiteren Ausbildung an der Technischen Hochschule in Berlin wurde er am 1. Oktober 1925 in das Reichswehrministerium versetzt. Unter Belassung in seiner bisherigen dienstlichen Tätigkeit erfolgte am 1. April 1928 seine Versetzung zum Stab der II. Abteilung im 3. (Preußisches) Artillerie-Regiment nach Frankfurt (Oder). Er absolvierte im Spätherbst 1928 einen Schießlehrgang für Artillerieoffizier, war von Februar 199 bis Oktober 1931 Batteriechef in 4. Artillerie-Regiment in Bautzen und wurde anschließend zum Stab der 4. Division nach Dresden versetzt. Burdach stieg bis Oktober 1934 zum Oberstleutnant auf und war nach der Bildung der Wehrmacht vom Mitte Oktober 1935 bis Ende September 1937 Kommandeur der II. Abteilung im Artillerie-Regiment 50. Anschließend folgte als Oberst seine Kommandierung zum Reichskriegsministerium und Mitte des Monats die Ernennung zum Chef der Abteilung für Ersatzwesen.
Nach dem Beginn des Zweiten Weltkriegs wurde Burdach am 25. September 1939 Kommandeur des Artillerie-Regiments 194 und im Anschluss daran am 1. April 1940 Artilleriekommandeur 123. Als solcher wirkte er während des Westfeldzugs und war zeitweise Führer des Vorausabteilung des I. Armeekorps. Zum 1. Juni 1941 wurde Burdach Generalmajor und nach dem Überfall auf die Sowjetunion Führer der nach ihm benannten Gruppe bei der 18. Armee. Er erhielt am 6. August 1941 das Kommando über die 251. Infanterie-Division und wurde in dieser Eigenschaft am 26. Dezember 1941 mit dem Deutschen Kreuz in Gold ausgezeichnet. Burdach stieg am 1. November 1942 zum Generalleutnant auf, war vom 7. Dezember 1942 bis zum 31. Januar 1943 Führer der nach ihm benannten Gruppe bei XXVII. Armeekorps und wurde anschließend mit der Führung des Korps beauftragt. Am 9. Juni 1943 wurde er in die Führerreserve versetzt und war für eine Verwendung als Divisionsführer bei der Heeresgruppe Nord vorgesehen. Krankheitsbedingt konnte er dieses Kommando jedoch nicht antreten und wurde nach einem Lazarettaufenthalt am 7. September 1943 zum Kommandeur der 11. Infanterie-Division ernannt. Unter seiner Führung endete für die Division die Dritte Ladoga-Schlacht und der Rückzug bis später ins Kurland begann. Nachdem Burdach am 23. Februar 1944 mit dem Ritterkreuz des Eisernen Kreuzes ausgezeichnet worden war, übergab er seine Division an Generalleutnant Hellmuth Reymann und wurde am 24. Mai 1944 in die Führerreserve versetzt. Am 23. Juni 1944 wurde er zur Verwendung für eine artilleristische Sonderaufgabe zur Heeresgruppe Nordukraine kommandiert. Anfang Juli beauftragte man ihn mit der stellvertretenden Führung der Höheren Artillerie-Kommandantur 311. Vom 28. Juli bis zum 6. September 1944 war Burdach Höherer Artillerie-Kommandeur 311, befand sich anschließend bis Ende September 1944 erneut in der Führerreserve und wurde dann Kommandeur der Artillerie-Division z.b.V. 309. Am 17. April 1945 geriet er in US-amerikanische Kriegsgefangenschaft, aus der er am 20. Dezember 1947 entlassen wurde.